# 山崎楽堂
山崎 楽堂（やまざき がくどう、1885年（明治18年）1月19日 - 1944年（昭和19年）10月29日）は日本の建築家、能楽研究者、能楽評論家。法政大学教授。本名は静太郎（せいたろう）。息子は、能楽評論家で前横浜能楽堂館長の山崎有一郎。

## 略歴・人物
1885年（明治18年）1月19日、和歌山県に生まれる。山崎家は旧紀州藩士の家で、父・九一郎は大蔵流の名家松井氏に狂言を学び、楽堂も幼時から能・狂言に親しんだ。1909年（明治42年）に東京帝国大学建築学科を卒業。同期に後藤慶二、長谷部鋭吉などがいる。千葉高等園芸学校講師、法政大学教授などを務め、梅若能舞台、細川家能舞台、染井能楽堂、久良岐能舞台の設計に携わる。
また、喜多流の謡をたしなみ、川崎九淵について葛野流大鼓を学び、研究家としては囃子に精通し、地拍子の理論を確立、鼓の胴に造詣が深かった。評論家として時事新報、朝日新聞、ほか諸雑誌に能評・時評を執筆、池内信嘉、坂元雪鳥と並び称された。
高浜虚子門下、「ホトトギス同人」の俳人でもあった。
1944年（昭和19年）10月29日に死去、享年60。

## その他
法政大学の校章は、山崎が教授時代に考案したもので、長い伝統と永遠の真理をイメージして「大学」の二文字を亀の子型に図案化したものである。
また、法政騒動のときに、喜多文子五段（当時）の紹介で頭山満に会い、騒動の仲裁を依頼している（仲裁そのものは実現しなかったようである）。

## 著書
- 『詳説用器画法講義』（山崎静太郎 著）尚文堂、1914年。
- 『卯木集』（咲寿栄一 著、山崎静太郎 編）故咲寿栄一君遺稿編纂事務所、1915年。
- 『家と人と』趣味叢書発行所、1915年。
- 『皷筒之鑑定』（生田耕一共著）わんや謡曲書肆、1917年。
- 『独習用謡曲地拍子精義 改訂増補第3版 : 観世・宝生・喜多対照相通』わんや江島謠曲書肆、1918年。
  - 『独習用謡曲地拍子精義  改訂増補第9版 : 観世・宝生・喜多対照相通』わんや書店、1932年。
- 『各曲割附観世流地拍子通解 第1巻』能楽書院、1919年。
- 『各曲割附観世流地拍子通解 第2巻』能楽書院、1920年。
- 『各曲割附観世流地拍子通解 第3巻』能楽書院、1920年。
- 『各曲割附観世流地拍子通解 第4巻』能楽書院、1920年。
- 『各曲割附観世流地拍子通解 第5巻』能楽書院、1920年。
- 『各曲割附観世流地拍子通解 第6巻』能楽書院、1921年。
- 『囃子合方謡出諷篏要義: 観世・宝生・喜多対照相通』わんや書店、1921年。
- 『観世流地拍子詳解: 謡本手引』観世流改訂本刊行会、1921年。
  - 『観世流地拍子詳解: 謡本手引 再版』（全改訂・復興再版）観世流改訂本刊行会、1926年。
- 『地拍子符号釈義』わんや書店、1923年。
- 『謡番組作成示針』わんや書店、1924年。
- 『観能之予備知識』わんや書店、1926年。
- 『梅若全曲地拍子要解 梅の巻』梅若流謡本刊行会、1938年。

『宝生流謡本解説備考』（宝生重英 等閲、鈴木暢幸 註、山崎楽堂 拍子担当）わんや謡曲書肆、1917-1918年。
- 『宝生流謡本解説備考 頼政』。
- 『宝生流謡本解説備考 老松』。
- 『宝生流謡本解説備考 高砂』。
- 『宝生流謡本解説備考 田村』。
- 『宝生流謡本解説備考 熊野』。
- 『宝生流謡本解説備考 阿漕』。
- 『宝生流謡本解説備考 三井寺』。
- 『宝生流謡本解説備考 養老』。
- 『宝生流謡本解説備考 竹生島』。
- 『宝生流謡本解説備考 清経』。
- 『宝生流謡本解説備考 妥女』。
- 『宝生流謡本解説備考 葵上』。
- 『宝生流謡本解説備考 遊行柳』。
- 『宝生流謡本解説備考 朝長』。
- 『宝生流謡本解説備考 姥捨』。
- 『宝生流謡本解説備考 井筒』。
- 『宝生流謡本解説備考 鉢木』。
- 『宝生流謡本解説備考 羽衣』。
- 『宝生流謡本解説備考 白楽天』。
- 『宝生流謡本解説備考 実盛』。
- 『宝生流謡本解説備考 千手』。
- 『宝生流謡本解説備考 業平』。
- 『宝生流謡本解説備考 難波』。
- 『宝生流謡本解説備考 鵜飼』。
- 『宝生流謡本解説備考 班女』。
- 『宝生流謡本解説備考 玉葛』。
- 『宝生流謡本解説備考 柏崎』。
- 『宝生流謡本解説備考 融』。
- 『宝生流謡本解説備考 船弁慶』。
- 『宝生流謡本解説備考  卒塔婆小町』。
- 『宝生流謡本解説備考  忠則』。
- 『宝生流謡本解説備考  蟻通』。
- 『宝生流謡本解説備考  紅葉狩』。
- 『宝生流謡本解説備考  藤戸』。
- 『宝生流謡本解説備考  志賀』。
- 『宝生流謡本解説備考  木賊』。
- 『宝生流謡本解説備考  楊貴妃』。
- 『宝生流謡本解説備考  大原御幸』。
- 『宝生流謡本解説備考  梅枝』。
- 『宝生流謡本解説備考  鵺』。

### 論文、雑誌
- 山崎静太郎「能舞台雑考」『建築雑誌』、日本建築学会、1901年。
- 山崎静太郎「能舞台の背景について」『建築雑誌』、日本建築学会、1901年。
- 山崎静太郎「能舞台の歴史および価値」『建築雑誌』、日本建築学会、1911年。
- 山崎静太郎「能舞台より歌舞伎舞台」『建築世界』、建築世界社、1911年。
- 「小道具及び作り物の形状名称及び用途の分類」『能楽』第9巻第1号、『能楽』発行所、1911年1月、5-26頁。
- 「宝生喜多両流小道具及作物の比較」『能楽』第9巻第1号、『能楽』発行所、1911年1月、26-37頁。
- 「小道具及作物の美的研究」『能楽』第9巻第1号、『能楽』発行所、1911年1月、73-79頁。
- 「観世流小道具並作物」『能楽』第9巻第2号、『能楽』発行所、1911年2月、6-41頁。
- 「岡田村雄君逝く」『能楽』第9巻第2号、『能楽』発行所、1911年2月、84-86頁。
- 「謡曲節扱ひの稽古便法」『能楽』第9巻第3号、『能楽』発行所、1911年3月、28-30頁。
- 「『謡曲の中心趣味と世阿弥の芸術観』を読む」『能楽』第9巻第3号、『能楽』発行所、1911年3月、40-45頁。
- 「再び鈴木氏に答う」『能楽』第9巻第4号、『能楽』発行所、1911年4月、44-50頁。
- 「能舞台の大さの変遷に就いて」『能楽』第9巻第4号、『能楽』発行所、1911年4月、59-60頁。
- 「世阿弥十六部集註解について（1）」『能楽』第9巻第5号、『能楽』発行所、1911年5月、60-64頁。
- 「世阿弥十六部集註解について（2）」『能楽』第9巻第6号、『能楽』発行所、1911年6月、60-63頁。
- 「作り物の材料（上）」『能楽』第9巻第5号、『能楽』発行所、1911年5月、39-49頁。
- 「作り物の材料（下）」『能楽』第9巻第6号、『能楽』発行所、1911年6月、44-49頁。
- 山崎、後藤慶二、上野「能舞台研究会（1）」『能楽』第8巻第1号、『能楽』発行所、1910年1月、71-77頁。
- 山崎、後藤慶二、上野「能舞台研究会（2）」『能楽』第8巻第2号、『能楽』発行所、1910年2月、40-45頁。
- 山崎、後藤慶二、上野「能舞台研究会（3）」『能楽』第8巻第3号、『能楽』発行所、1910年3月、48-53頁。
- 山崎、後藤慶二、上野「能舞台研究会（4）」『能楽』第8巻第4号、『能楽』発行所、1910年4月、51-56頁。
- 山崎、後藤慶二、上野「能舞台研究会（5）」『能楽』第8巻第5号、『能楽』発行所、1910年5月、46-49頁。
- 山崎、後藤慶二、上野「能舞台研究会（6）」『能楽』第8巻第6号、『能楽』発行所、1910年6月、32-38頁。
- 山崎、後藤慶二、上野「能舞台研究会（7）」『能楽』第8巻第8号、『能楽』発行所、1910年8月、23-27頁。
- 山崎、後藤慶二、上野「能舞台研究会（8）」『能楽』第8巻第9号、『能楽』発行所、1910年9月、22-26頁。
- 山崎、後藤慶二、上野「能舞台研究会（9）」『能楽』第8巻第10号、『能楽』発行所、1910年10月、54-57頁。
- 山崎、後藤慶二、上野「能舞台研究会（10）」『能楽』第8巻第11号、『能楽』発行所、1910年11月、48-54頁。
- 山崎、後藤慶二、上野「能舞台研究会（11）」『能楽』第8巻第12号、『能楽』発行所、1910年12月、56-62頁。
- 山崎、後藤慶二、上野、藤田「能楽堂改良会（1）」『能楽』第9巻第1号、『能楽』発行所、1911年1月、79-84頁。
- 山崎、後藤慶二、上野、藤田「能楽堂改良会（2）」『能楽』第9巻第2号、『能楽』発行所、1911年2月、68-71頁。
- 山崎、後藤慶二、上野、咲壽「能楽堂改良会（3）」『能楽』第9巻第4号、『能楽』発行所、1911年4月、60-64頁。
- 山崎、後藤慶二「能楽堂改良会（4）」『能楽』第9巻第5号、『能楽』発行所、1911年5月、52-55頁。
- 山崎、後藤慶二、咲前、上野「能楽堂改良会（5）」『能楽』第9巻第7号、『能楽』発行所、1911年7月、59-61頁。